# 이어령의 100년 서재
이어령의 100년 서재는 매주 토요일 밤 8시에 KBS 1TV로 방송되었던 한국방송공사의 텔레비전 프로그램이다.

## 기획 의도
'광복 70년, 미래 30년’ 대한민국 100년이 꽂혀있는 역사가 담긴 다큐멘터리 텔레비전 프로그램이다.

## 방송 시간
| 방송 채널 | 방송 기간                          | 방송 시간                         |
| --------- | ---------------------------------- | --------------------------------- |
| KBS 1TV   | 2015년 8월 22일 ~ 2015년 10월 31일 | 매주 토요일 밤 8:00 ~ 9:00 (60분) |

## 방송 회차

### 2015년
| 회차 | 방송일    | 제목 (원제)                |
| ---- | --------- | -------------------------- |
| 1    | 8월 22일  | 빛이 돌아온 날             |
| 2    | 8월 29일  | 흙의 마음, 지렁이 울음소리 |
| 3    | 9월 5일   | 내 얼굴 찾기               |
| 4    | 9월 12일  | 하늘의 시선                |
| 5    | 9월 19일  | 집, 살다                   |
| 6    | 9월 26일  | 밥, 먹다                   |
| 7    | 10월 10일 | 옷, 입다                   |
| 8    | 10월 17일 | 인仁의 마음                |
| 9    | 10월 24일 | 벽을 넘어서                |
| 10   | 10월 31일 | 마지막젓가락               |